# Paul Sotier

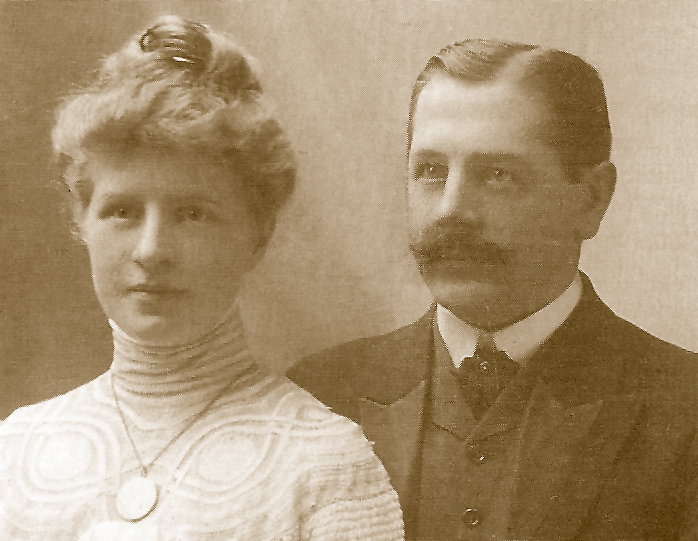
Paul Sotier mit Ehefrau Anna Dürig

Paul Sotier (* 6. September 1876 in Kissingen; † 2. April 1950 ebenda) war ein deutscher Arzt und Leibarzt von Kaiser Wilhelm II. in Doorn.

## Leben

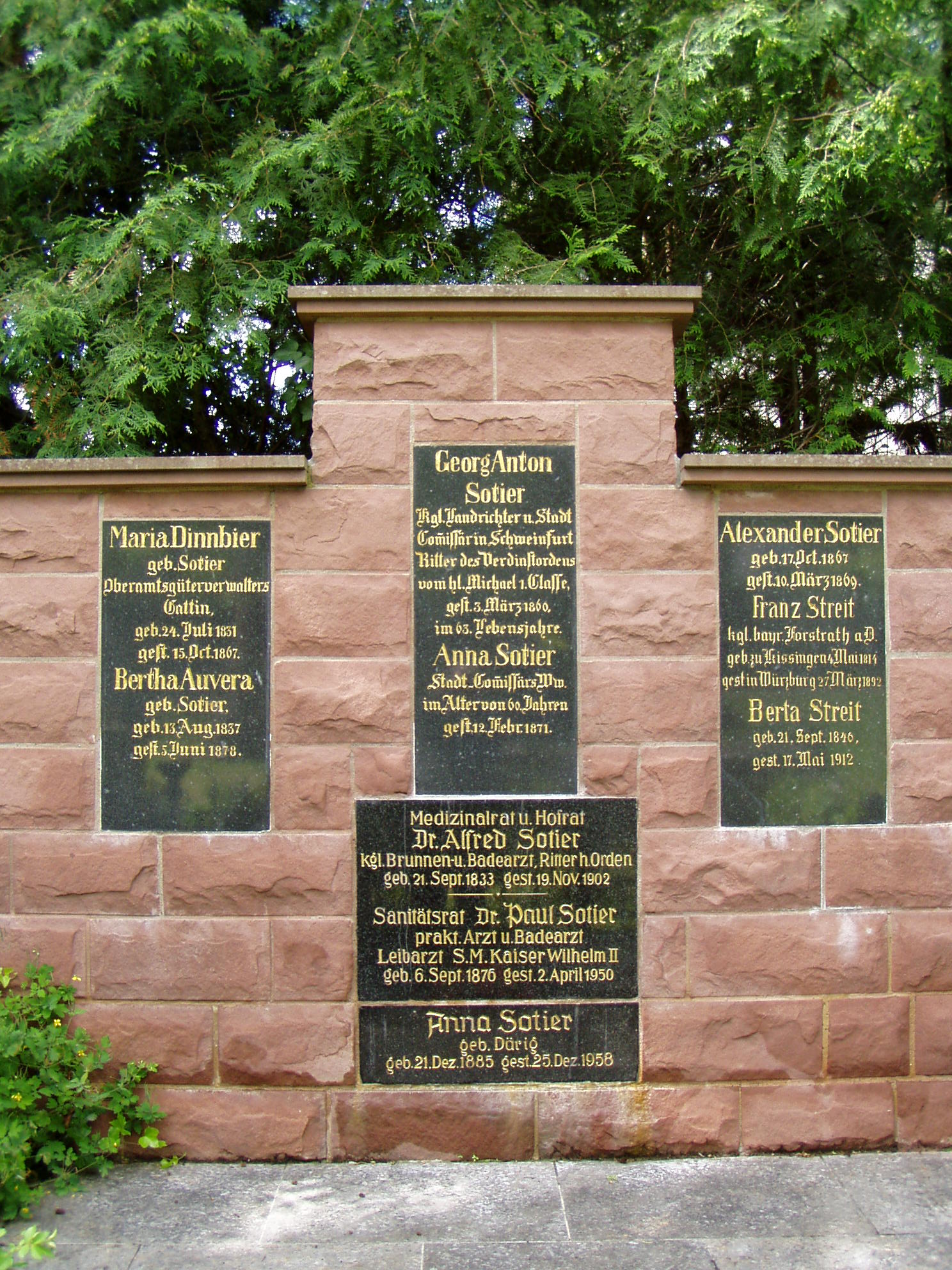
Sotier-Grabmal
(Kapellenfriedhof, Bad Kissingen)

Paul Sotier war der Sohn des königlich bayerischen Medizinalrats Alfred Sotier (1833–1902). Nach seinem Medizinstudium an der Universität München, wo er 1899 Mitglied beim Corps Suevia wurde, und an der Universität Würzburg, Promotion zum Thema „Beiträge zur Pathologie der Hautpigmentierungen“ und Approbation (1903) bildete sich Sotier in Paris, St. Petersburg und Moskau weiter. Drei Jahre später (1906) ließ er sich als Arzt in Bad Kissingen nieder, wo er durch seine Einheirat mit Anna Düring (* 21. Dezember 1885; † 25. Dezember 1958 in Bad Kissingen) den „Fürstenhof“, ehemals „Hotel de Bavière“, übernahm.
Sanitätsrat Sotier behandelte im Jahr 1927 Prinzessin Hermine während ihrer Kur in Bad Kissingen und wurde Leibarzt ihres Ehemannes, des letzten deutschen Kaisers Wilhelm II., in seinem Exil im holländischen Haus Doorn.
Aufgrund dieser fast freundschaftlichen Nähe der Arztfamilie Sotier zur Familie des Kaisers – schon des Kaisers erste Ehefrau, Kaiserin Auguste Viktoria, hatte sich bei ihren Kissingen-Besuchen Sotiers Vater Alfred anvertraut – wohnten von 1945 bis 1946 Kaiserenkel Louis Ferdinand mit Ehefrau Kira, Kindern und seiner Mutter Kronprinzessin Cecilie im „Fürstenhof“, nachdem sie vor den russischen Truppen aus Berlin geflohen waren. Da das Sanatorium bereits unzählige Flüchtlinge beherbergte, konnten für die Hohenzollern-Familie nur noch kleine Dachkammern freigemacht werden. Louis Ferdinands und Kiras fünftes Kind, Prinz Christian-Sigismund, kam am 14. März 1946 hier zur Welt. Kronprinzessin Cecilie blieb bis 1952 im „Fürstenhof“ wohnen und starb dort während eines Urlaubsaufenthalts am 6. Mai 1954.

## Grabstätte
Das Familiengrab der Sotiers befindet sich auf dem Kapellenfriedhof in Bad Kissingen.

## Publikation
- Beiträge zur Pathologie der Hautpigmentierungen, Dissertation an der Universität Würzburg, Borst Verlag, Würzburg 1903